# Nevin Spence
Pour les articles homonymes, voir Spence.
Pas d'image ? Cliquez ici

a Compétitions nationales et continentales officielles uniquement.

b Matchs officiels uniquement.
Dernière mise à jour le 12 octobre 2012.
Nevin Spence, né le 26 avril 1990 à Annahilt en Irlande du Nord et mort le 15 septembre 2012 à Hillsborough, est un joueur irlandais de rugby à XV évoluant au poste de centre ou d'ailier. Il joue en club avec le Ballynahinch RFC et en Pro12 avec l'Ulster Rugby dès 2009. Joueur prometteur, sélectionné plusieurs fois en équipe d'Irlande des moins de 20 ans, il meurt prématurément dans un accident de ferme.

## Biographie
Nevin Spence naît le 26 avril 1990 à Annahilt. Il effectue sa scolarité à la Dromore High School puis à la Wallace High School avant de faire ses études à la Phoenix Academy,. Durant sa jeunesse, il pratique le football et le rugby à XV. Il intègre l'académie de rugby de l'Uslter, et, comme son père et son frère avant lui, il joue pour le club du Ballynahinch RFC avec qui il remporte la All Ireland Cup en 2009. Cette même année, il obtient ses premières sélections en équipe d'Irlande des moins de 20 ans. En 2010, il dispute le Tournoi des Six Nations des moins de 20 ans qu'il remporte avec l'équipe d'Irlande. Puis, il fait ses débuts en Celtic League en fin de saison 2009-2010 lors du match contre les Ospreys au mois d'avril. Au mois de juin, il prend part au Championnat du monde junior disputé en Argentine. La saison suivante, il devient titulaire et dispute ses premiers matchs de Coupe d'Europe. Spence et ses coéquipiers se qualifient pour la phase finale de la Celtic League mais sont battus en demi-finale par le Leinster. L'année suivante, il atteint la finale de la Coupe d'Europe mais son équipe est de nouveau battue par le Leinster, sur le score de 42 à 14. Il meurt le 15 septembre 2012 dans un accident de ferme : lui, son père et son frère tombent dans une fosse à purin et meurent d'asphyxie par inhalation de vapeurs toxiques.

## Palmarès
- Vainqueur de la Coupe d'Irlande en 2009.
- Vainqueur du Tournoi des Six Nations des moins de 20 ans en 2010
- Finaliste de la Coupe d'Europe en 2012

## Statistiques
De 2009 à 2012, Nevin Spence dispute 42 matchs avec l'Ulster Rugby marquant cinq essais (25 points). Il dispute 11 matchs et marque quatre essais avec l'équipe d'Irlande des moins de 20 ans.